# Син Суджи
Син Су Джи (кор. 신수지, родилась 8 января 1991 года в Сеуле) — южнокорейская гимнастка (художественная гимнастика) и боулер.

## Биография

### Спортивная карьера
Син выступила на четырёх чемпионатах мира, высшим достижением для неё стало 17-е место в абсолютном первенстве на чемпионате мира 2007 года. В 2008 году Син выступила на Олимпийских играх в Пекине, но не прошла квалификацию в абсолютном первенстве, заняв 12-е место и получив только статус «резервистки» для квалификации. Шин проходила тренировки в России в связи с финансовыми трудностями в семье, хотя в 2008 году подписала контракт с Sema Sports Marketing.
В 2009 году на чемпионате Азии она завоевала бронзовую медаль в абсолютном первенстве, также является обладательницей трёх серебряных медалей чемпионата Азии (одна 2006 года, две 2009 года). В 2010 году в составе сборной Южной Кореи на Азиатских играх в Гуанчжоу она заняла 4-е место. Последним турниром для Син стал чемпионат мира 2011 года; от участия в Играх в Лондоне она отказалась по причине травмы лодыжки.

### Вне гимнастики
В 2012 году Син стала работать на телевидении, приняв участие в ряде телепередач: так, она работала комментатором на летних Олимпийских играх 2012 года. В 2014 году назначена комментатором летних Азиатских игр 2014 года в Инчхоне на телеканале MBC. Боулингом занимается с 2015 года.
В 2013 году Син Су Джи участвовала в начале матча чемпионата Южной Кореи по бейсболу между командами «Дусан Бэрз» и «Самсунг Лайонз», выполнив первую символическую подачу. В ходе подачи Син Су Джи совершила полный поворот тела по вертикали, стоя на одной ноге, и только затем бросила мяч. Видео собрало свыше 10 миллионов просмотров в Интернете и обрело статус вирусного, попав также в российское интернет-шоу «This Is Хорошо». Позднее Син не раз повторяла свой трюк на телевидении.
В 2015 году Син Су Джи была приглашённой звездой на шоу Running Man (эпизод 257), в 2017 году вместе с певцом Сонджэ рекламировала газированный напиток Sprite на летнем фестивале. СМИ приписывали ей романтические отношения с корейским актёром Хо Кён Хваном.